# Přívoz Kazín – Dolní Mokropsy

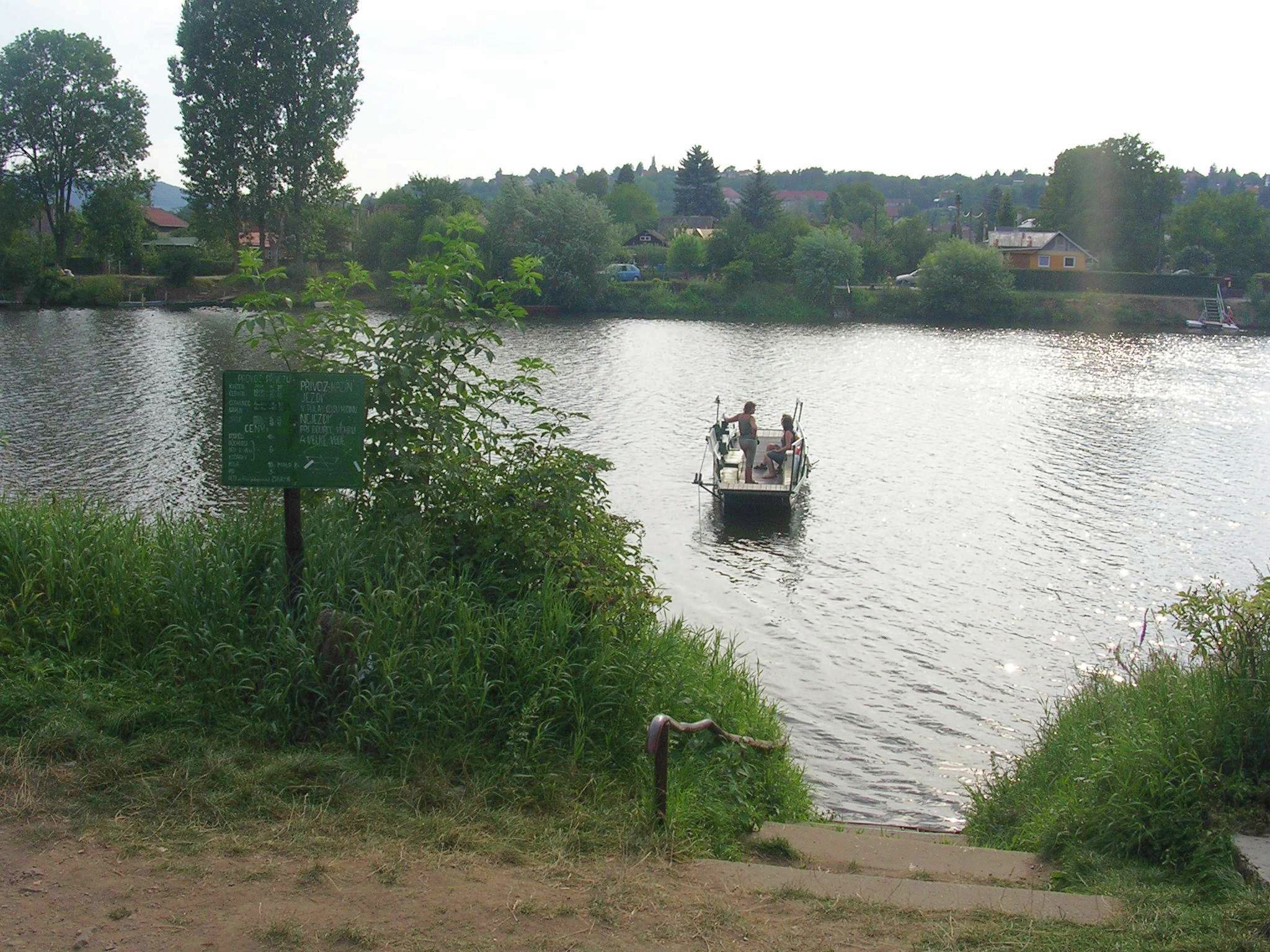
Kazínský přívoz v roce 2007

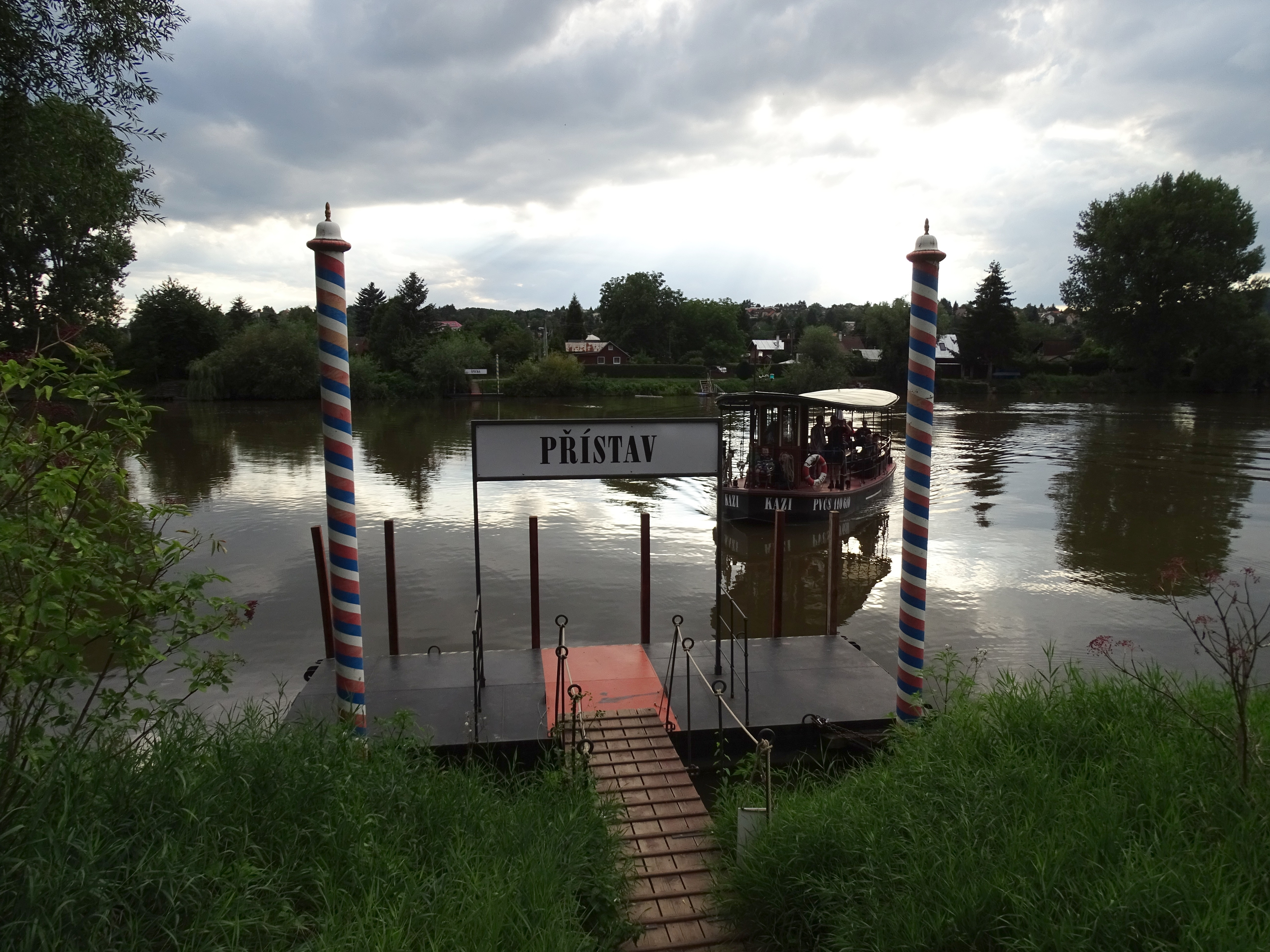
Loď Kazi na přívoze Pražských Benátek v roce 2016

Přívoz Kazín – Mokropsy přes řeku Berounku je doložen od roku 1925. Od roku 1992 do roku 2007 jej tvořila pramice upoutaná ke spodnímu vodiči, po němž se posouvala pomocí elektromotoru nebo ruční kliky. V letech 2010–2013 rada hlavního města Prahy, organizace ROPID a společnost Pražské Benátky připravovaly obnovení provozu a jeho začlenění do Pražské integrované dopravy, z plánu však sešlo. Během prosince 2014 a v letní sezóně 2015 obnovila provoz přívozu bez dotací a bez tarifní integrace společnost Pražské Benátky, která jej zakomponovala do okružních vyhlídkových plaveb po délce Berounky.
Na levém břehu je přístaviště u chatové osady Jedličkovy lázně (resp. Křížovy Lázně a osady Pod Kazínem u zalomení Ukrajinské ulice) v Dolních Mokropsech na území města Černošice, na pravém břehu poblíž hostince Tornádo v chatové osadě Kazín na území pražské čtvrti Lipence (nedaleká kazínská skála stojí již na území obce Jíloviště).
Přívoz v letech 1992–2007 jezdil jen v letní sezóně, o prázdninách denně, před a po nich jen o víkendech. Převážel osoby, kočárky a jízdní kola. Přívoz Pražských Benátek od roku 2015 jezdí v letní sezóně denně. V sezónách 2017 a 2018 byl zařazen pod označením P4 (Kazín – Černošice, Mokropsy) do Pražské integrované dopravy. V roce 2019 byl zrušen.  

## Historie

### Do roku 1950
11. května 1925 udělila zemská správa povolení ke zřízení osobního loďkového přívozu u lázní „Kazín", později i u lázní „Pod hrádkem" – oba tyto nové přívozy podle obecní kroniky odebraly část přepravní frekvence dosavadnímu černošickému přívozu. Historický provoz poprvé doložen 1899, naposledy 1950.
V minulosti bývala u Kazína i lávka, avšak tu odnesla povodeň a již nebyla obnovena.

### Přívoz paní Kadlecové
Novodobý provoz zahájen roku 1992.
Majitelkou přívozu byla Věra Kadlecová z Prahy 5 (která předtím provozovala přívoz na Smíchově na Císařskou louku), převozníky byli Věra Kadlecová a Stanislav Kunc. Převážela pramice Ludás+Máti, náhradní loď se jmenovala Cirát.
Od roku 2008 není přívoz v provozu, podle oznámení pí. Kadlecové umístěného na pravém břehu je důvodem nemožnost dohody o nájemní smlouvě k pozemku. Majiteli tohoto pozemku byli bratři František a Vladimír Kocourkovi. Podle jejich tvrzení paní Kadlecová odmítala jednání o nájemní smlouvě s odůvodněním, že má smlouvu s Povodím. Pracovníci stavebního úřadu v zápise po kontrole uvedli, že přístřeší je zaparkované vozidlo, a přípojku elektrického proudu nezmínili.

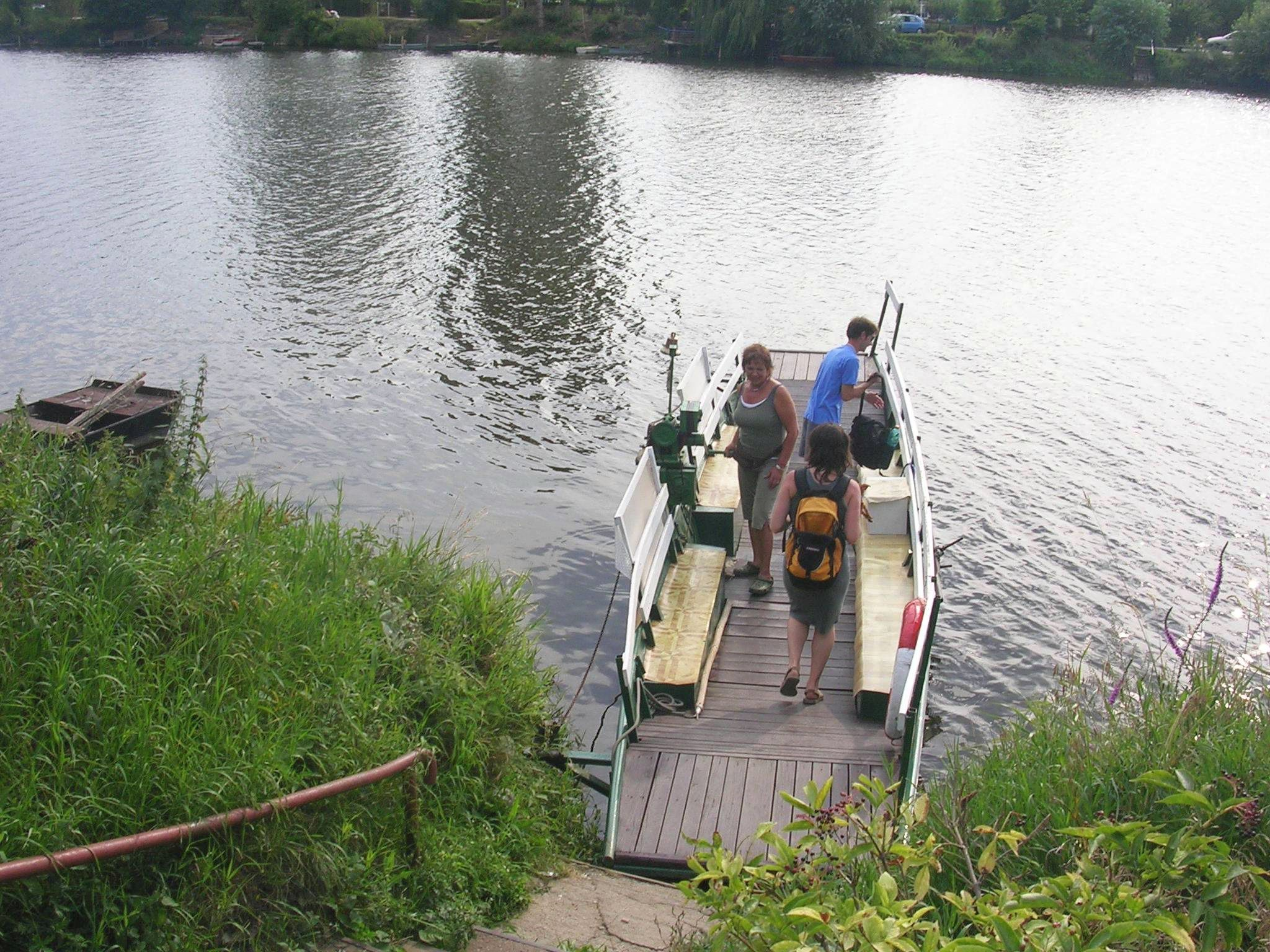
Přístaviště Kazín.
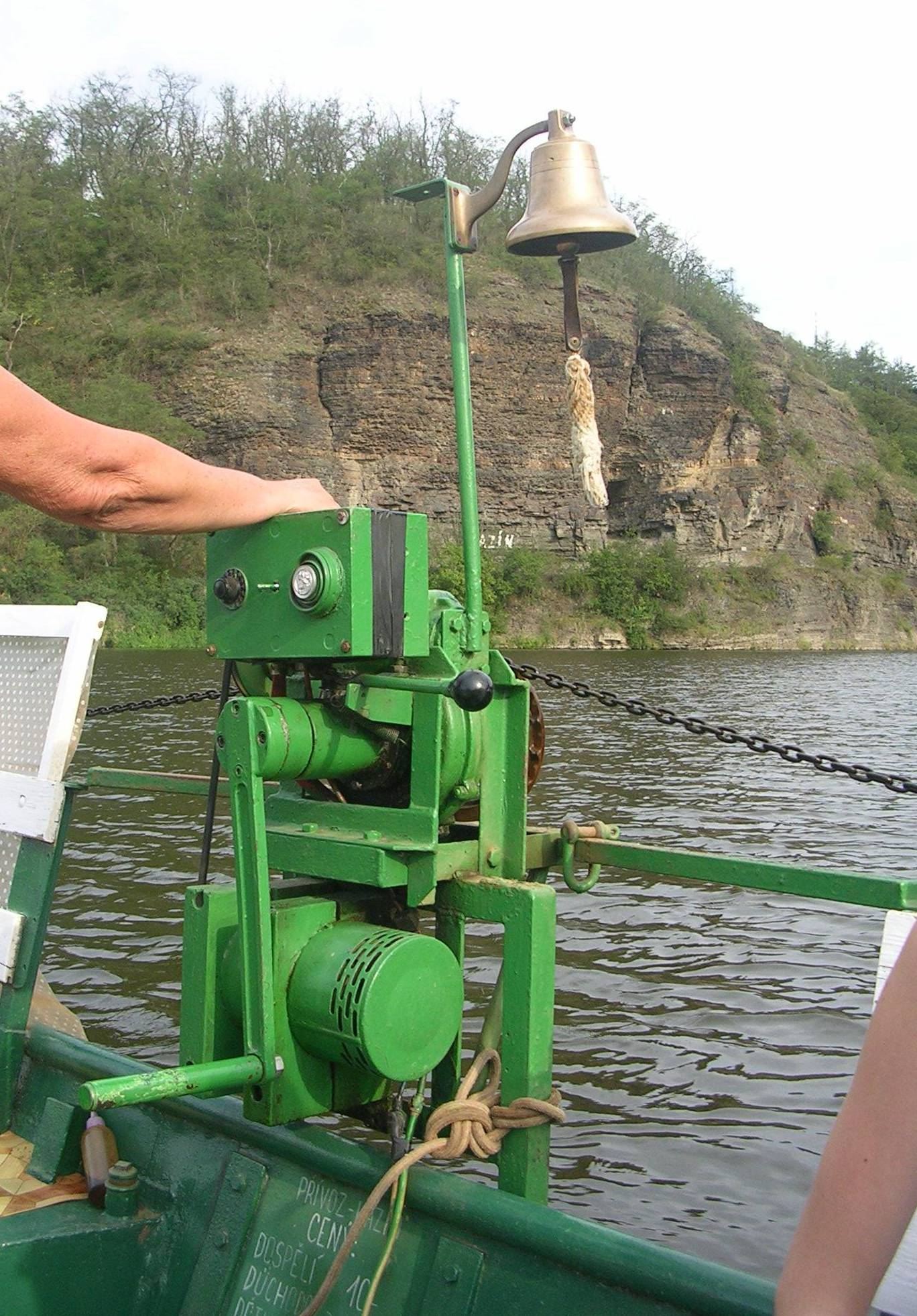
Pohon lodi, zařízením prochází řetězový vodič zvedaný ze dna řeky, lze pohánět klikou i motorem.
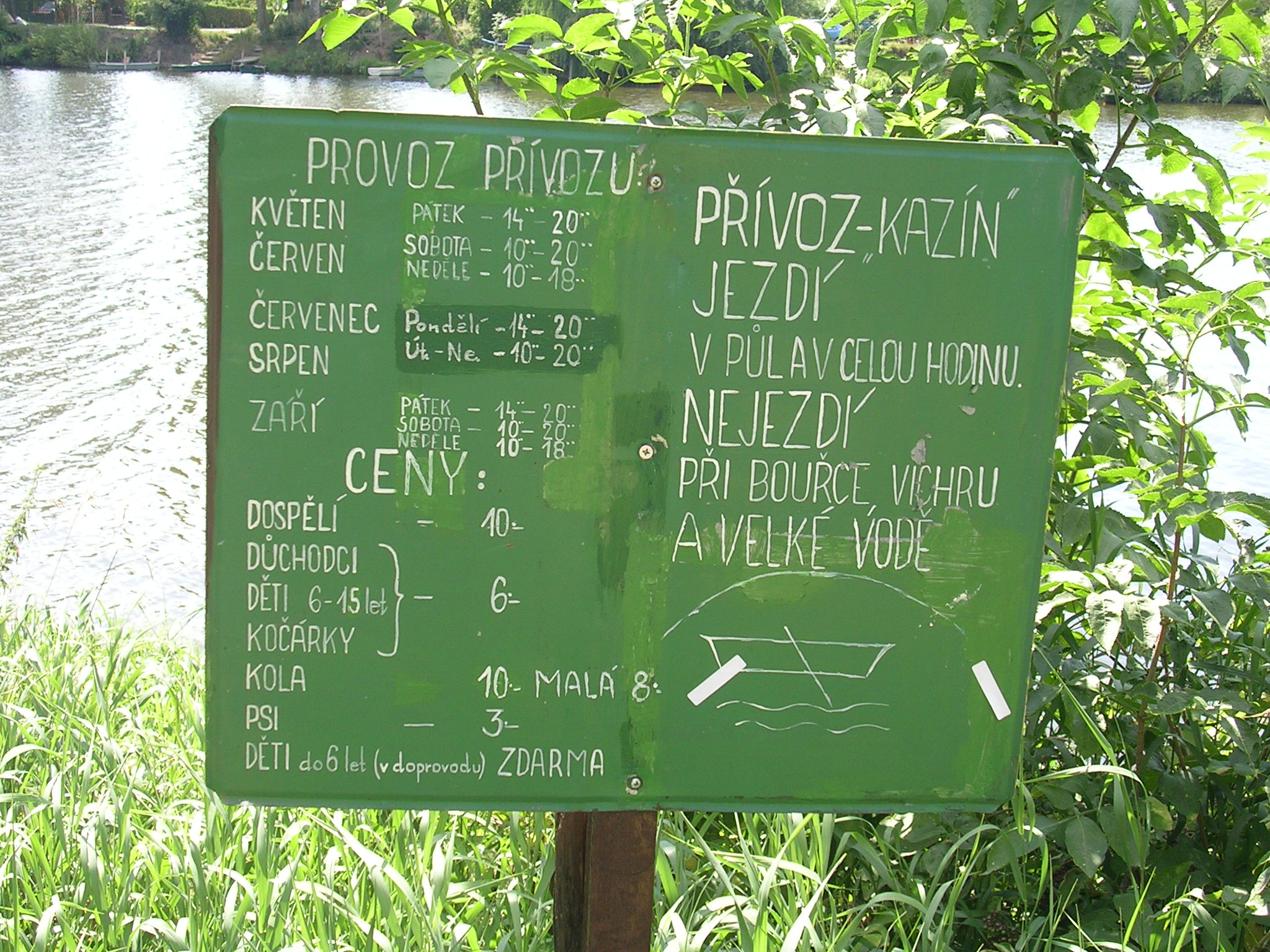
Informační tabule na kazínské straně.

### Plány na obnovení přívozu v rámci PID
Začátkem března 2010 rada hlavního města Prahy schválila střednědobý plán rozvoje pražských přívozů, podle nějž má být kazínský přívoz od roku 2012 obnoven jako sezonní (od dubna do října), a to v rámci Pražské integrované dopravy pod označením P7 (v materiálu rady města je označován jako přívoz Lipence – Mokropsy). Stal by se tak první příměstskou lodní linkou PID.
V dubnu 2013 společnost Pražské Benátky oznámila, že pro nový přívoz už má hotovou převozní loď Kazi i nástupní můstky, které mají být přivázány na benátských sloupcích. Podle tehdejšího sdělení Zdeňka Bergmana, majitele Pražských Benátek se se zahájením provozu čekalo ještě na prohrábku koryta a na plánovanou rekonstrukci černošického jezu, která měla trvat dva roky. Město Praha a ROPID odklad záměru vysvětlovaly tím, že pro rok 2013 se na něj nepodařilo vyčlenit žádné městské prostředky.

### Přívoz Pražských Benátek

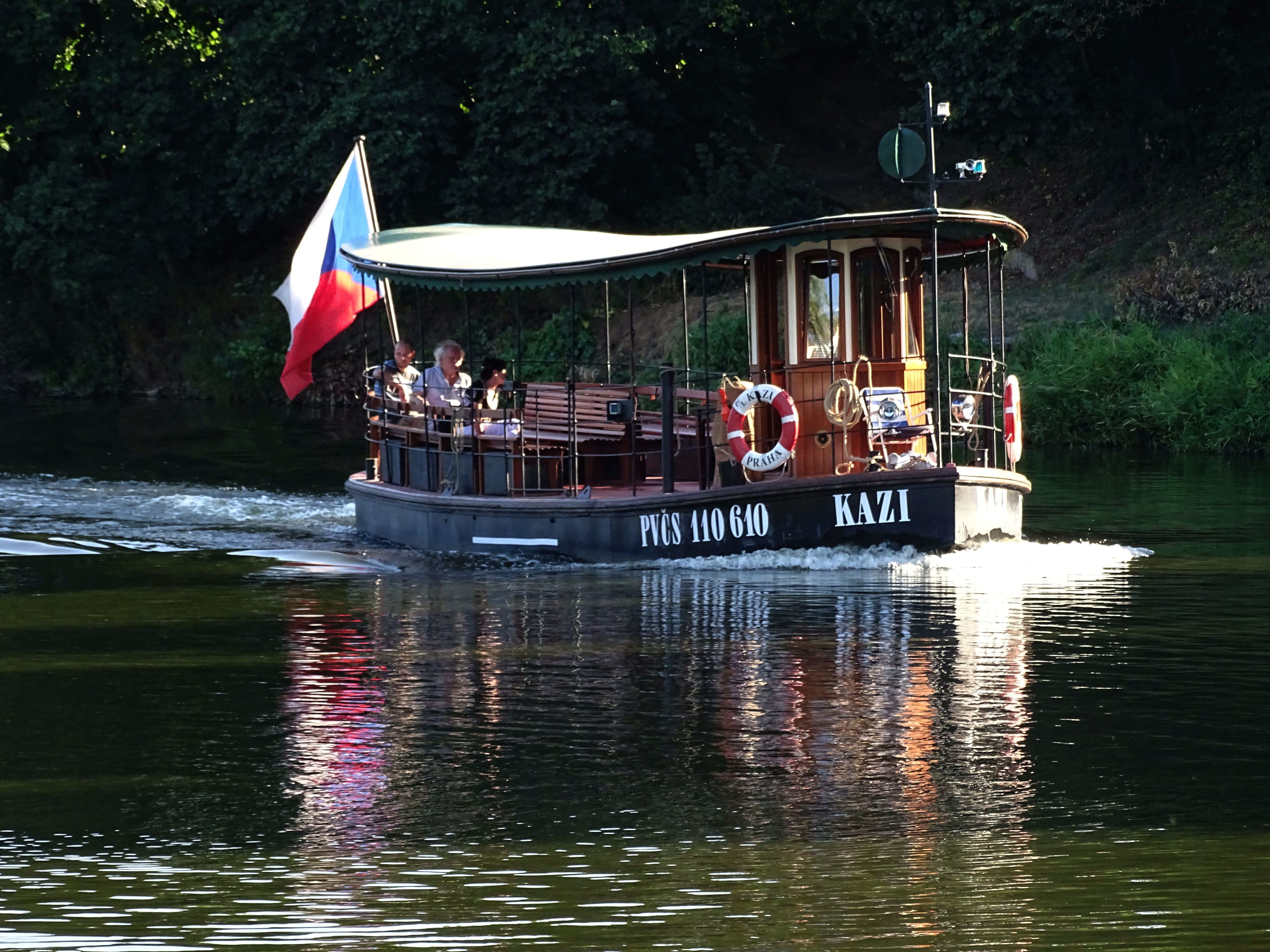
Převozní loď Kazi, obsluhující lodní linku včetně kazínského přívozu

Společnost Pražské Benátky provozovala v období od 12. prosince do 21. prosince 2014 čtyřicetiminutové tzv. adventní plavby s výkladem na šestikilometrové trase po délce řeky. Cestující převážela loď Kazi. V propagační kampani společnost zdůrazňovala návaznost na vůbec nejstarší prokazatelně doložený přívoz v Čechách. Loď vyplouvala od 10 do 15 hodin každou celou hodinu z přístaviště Mokropsy proti proudu řeky k přístavišti Pláž (10 minut), poté plula zpět po proudu, v půl zastavovala v přístavišti Lipence (U Kubíčků) a končila v Černošicích. V přístavišti Kazín loď nestavěla. Plné jízdné činilo 80 Kč, dětské 40 Kč, rodinné pro až 5 osob 150 Kč. Za dobu adventního provozu napočítal dopravce převezených 623 dospělých, 489 dětí, 73 psů a 52 kočárků.

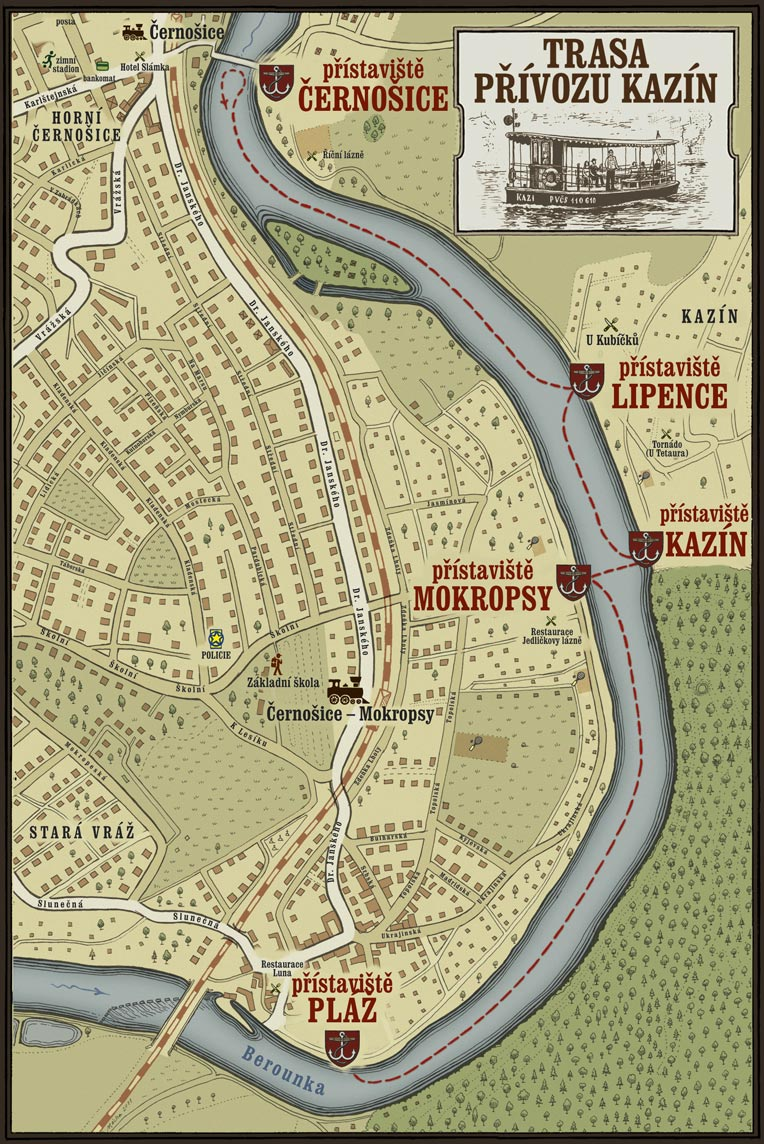
Mapa trasy

Znovu zahájila tatáž společnost provoz v obdobné trase 30. května 2015. Původně jezdil od 10.50 do 19 hodin, od července 2015 již od 9.50 hodin. Z výchozího přístaviště Mokropsy vyjíždí denně od 9:50 do 18:50 každou hodinu na takzvaný pendl, tedy trasu Mokropsy – Kazín – Mokropsy, tedy desetkrát denně tam a zpět. Tyto plavby jsou zakomponovány do vyhlídkových dvouhodinových plaveb po délce řeky (pendl – Pláž – pendl – Černošice – Lipence – Mokropsy), které na sebe bezprostředně navazují a tvoří tak celodenní okruh. V 9:50, 12:50, 14:50 a 16:50 vyjíždí na úplný dvouhodinový okruh (Kazín +5, Mokropsy +10, Pláž +40, Mokropsy +60, Kazín +65, Mokropsy +70, Černošice +90, Lipence +110, Mokropsy +120), v 11:50 a 18:50 navazuje na předchozí okružní plavbu jen pendl, od 12:00 do 12:50 má loď přestávku. Podle jízdního řádu pro červen 2015 jezdily o sobotách a nedělích kompletní 4 okruhy s výjezdem sudá:50 z Mokropes, zatímco o všedních dnech místo druhého okruhu jezdil jen pendl, na nějž navazovala přestávka. Na ráno před zahájením veřejného provozu přívoz nabízí osvětové 50minutové plavby pro školy s výjezdem z přístaviště Mokropsy vždy v celou hodinu, na večer po ukončení provozu nabízí možnost rezervace tzv. plavby z hospody pro nejméně 10 osob, v době mimo dobu linkových plaveb nabízí i možnost rezervace jiných privátních plaveb. Jednotné jízdné na pendl je 20 Kč (jízdní kolo rovněž 20 Kč, dětské kočárky a děti do 6 let zdarma). Za vyhlídkovou jízdu je základní jízdné 150 Kč, původně platné do prvního opuštění lodi bez ohledu na délku plavby, od července 2015 bylo změněno na celodenní s možností přerušení plavby. Děti, senioři a rodiny mají slevy. Plavební spojení v podélné ose řeky dopravce označil za zkušební provoz. Plavby se konají jen za dobrého počasí bez silného větru, bouřky, nebo krupobití.

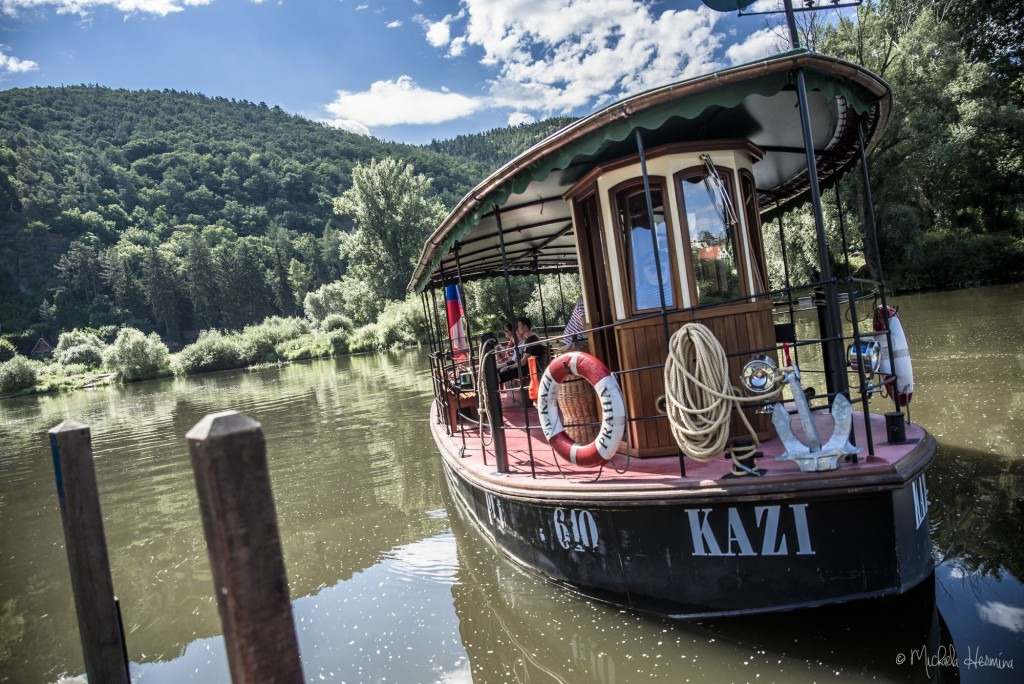
Kazi na Berounce

Výklad o místních zajímavostech (Černošice, Berounka, železniční most v Mokropsech, Cukrák, černošické přívozy, železniční trať, chatové osady, Kazín, černošické vily, říční lázně v Černošicích, Mlýn na bluku a černošický jez, kostel Nanebevzetí Panny Marie, černošické restaurace, Dolní (a Horní) Mokropsy a Vráž, historické stezky) je zveřejněn též na webu přívozu.
V sezoně 2016 byla platnost jízdenky pro vyhlídkovou plavbu „do prvního opuštění lodi“ nahrazena celodenní platností, přičemž ten, kdo má daný den zájem využít opakovaně vyhlídkovou plavbu, si má vyžádat u převozníka identifikační pásku. Zároveň byla zavedena bezplatná přeprava jízdních kol na pendlu i na vyhlídkové plavbě, bezplatně se přepravují i psi. Základní jízdné zůstalo jinak shodné jako předchozí rok.
Pro sezónu 2017 (od 1. června do 1. října) byl přívoz zařazen do Pražské integrované dopravy pod označením P4 (kódové označení linky v databázi jízdních řádů je 1804). Obě koncové stanice byly zařazeny zároveň do vnějšího pásma 1 a zároveň i do pásma B. V systému PID zůstal pravobřežnímu přístavišti název Kazín (údaj o tom, že se nachází na území města Prahy, je v jízdním řádu uveden v poznámce), zatímco pro levobřežní přístaviště byl určen nový, složený název „Černošice, Mokropsy“. Jízdní řád zůstal shodný jako v předchozím roce, tj. odjezdy z Mokropes v hodinovém intervalu denně od 9:50 do 18:50 hodin a o pět minut později zpět z Kazína. Na jízdních řádech je uvedena 450m vzdálenost z přístaviště Kazín k zastávce linky 243 a 600m vzdálenost z mokropeského přístaviště k železniční zastávce.
Od března 2019 je celá lodní linka včetně přívozu „až do odvolání mimo provoz“. Plavební společnost Pražské Benátky na svém webu uvedla, že Poslanecká sněmovna vyřadila ze zákona Berounku jako vodní cestu a dopravce zkoumá právní dopady tohoto kroku.
 Web Pražské integrované dopravy oznámil, že v sezóně 2019 nebude přívoz P4 provozován, resp. od 1. června 2019 bude trvale zrušen.